# Antillea pygmaea
Antillea pygmaea är en fjärilsart som beskrevs av Jean Baptiste Godart 1819. Antillea pygmaea ingår i släktet Antillea och familjen praktfjärilar. Inga underarter finns listade i Catalogue of Life.